# Mirela Rahneva
Mirela Rahneva, nota Mimi (Ruse, 26 luglio 1988) è una skeletonista canadese.

## Biografia
Nata in Bulgaria da una famiglia di sportivi trasferitasi in Canada nel 1997 (sua madre era una velocista dell'atletica leggera e suo padre un ginnasta), "Mimi" ha praticato il rugby a sette durante il college.

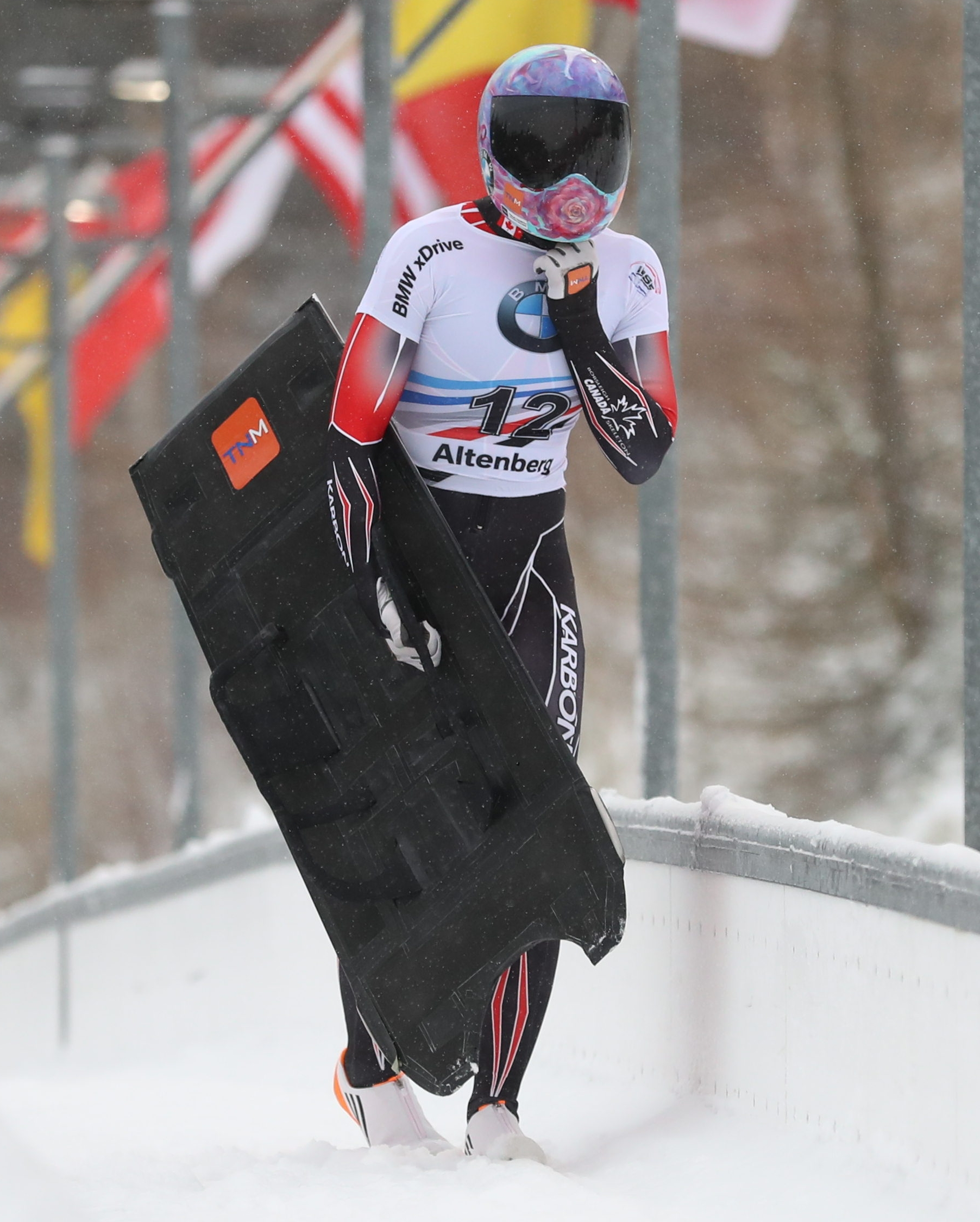
Mirela Rahneva ad Altenberg nel 2019

Si avvicinò allo skeleton nel 2012 e iniziò a gareggiare per la squadra nazionale canadese nel 2013 partecipando inizialmente alle gare della Coppa Nordamericana, circuito minore che si aggiudicò nella stagione 2014/15. Dal 2015 ha gareggiato anche in Coppa Europa, classificandosi al secondo posto finale nel 2015/16.
Debuttò in Coppa del Mondo nella stagione 2016/17, il 2 dicembre 2016 a Whistler terminando la gara al quinto posto, ottenne il suo primo podio nella gara successiva disputatasi a Lake Placid (3ª) e vinse la sua prima corsa il 20 gennaio 2017 a Sankt Moritz. Giunse terza in classifica generale nella stagione d'esordio e anche nel 2018/19.
Prese parte ai Giochi olimpici invernali di Pyeongchang 2018, classificandosi al dodicesimo posto nel singolo.
Ha partecipato altresì a quattro edizioni dei campionati mondiali conquistando in totale una medaglia d'argento e una di bronzo. Nel dettaglio i suoi risultati nelle prove iridate sono stati, nel singolo: ottava a Schönau am Königssee 2017, dodicesima a Whistler 2019, sedicesima ad Altenberg 2020 e medaglia di bronzo a Sankt Moritz 2023; nella gara a squadre: nona a Schönau am Königssee 2017, medaglia d'argento a Whistler 2019 e decima ad Altenberg 2020.

## Palmarès

### Mondiali
- 2 medaglie:
  - 1 argento (gara a squadre a Whistler 2019);
  - 1 bronzo (singolo a Sankt Moritz 2023).

### Coppa del Mondo
- Miglior piazzamento in classifica generale: 3ª nel 2016/17, nel 2018/19 e nel 2022/23.
- 12 podi (tutti nel singolo):
  - 4 vittorie;
  - 3 secondi posti;
  - 5 terzi posti.

#### Coppa del Mondo - vittorie
| Data             | Luogo        | Paese       | Disciplina |
| ---------------- | ------------ | ----------- | ---------- |
| 20 gennaio 2017  | Sankt Moritz | Svizzera    | singolo    |
| 25 gennaio 2019  | Sankt Moritz | Svizzera    | singolo    |
| 22 febbraio 2019 | Calgary      | Canada      | singolo    |
| 1º dicembre 2022 | Park City    | Stati Uniti | singolo    |

### Circuiti minori

#### Coppa Europa
- Miglior piazzamento in classifica generale: 2ª nel 2015/16;
- 4 podi (nel singolo):
  - 4 vittorie.

#### Coppa Nordamericana
- Vincitrice della Coppa Nordamericana nel 2014/15;
- 9 podi (nel singolo):
  - 5 vittorie;
  - 1 secondo posto;
  - 3 terzi posti.